# Grégor Díaz
Grégor Díaz (* Celendín, Cajamarca, 21 de abril de 1933 - † Lima, diciembre de 2001) fue un dramaturgo peruano que inició su actividad profesional en 1966 con las obra Los del 4 con el Club de Teatro de Lima, aunque escribió y estrenó una obra anterior en 1954 bajo el seudónimo de Díaz Marañón.

## Biografía
Gregorio José Díaz Díaz, nombre de nacimiento, nació en Celendín, Cajamarca, pero fue llevado a Lima a la edad de dos años. Se crio en el distrito de Surquillo, de donde más tarde tomaría inspiración para la creación de sus obras. Fue huérfano de padre desde sus dieciocho meses, y es recordado como un niño sacrificado por su madre. Creció en un barrio de clase baja, en el cual trabajó desde su niñez. Desde que cursaba la educación primaria se notó su vocación por escribir. Su madre fallecería a sus dieciséis años.

Posteriormente estudiaría en la antigua Escuela Nacional de Arte Escénico (hoy ENSAD) durante un año y medio, en el Club de Teatro de Lima durante un año y en el anterior Teatro Experimental de la Universidad de Chile para formarse como actor. Se fue a estudiar a Chile por medio de una beca que su maestro, Pedro de la Barra, le ofrecería.

A su llegada a Chile, llevó consigo la obra La huelga, la cual ya había sido estrenada en Lima. Esta fue trabajada nuevamente por Agustín Siré. Al igual que él, otros discípulos de Siré fueron Isidora Aguirre y María Asunción Requena.

Fue profesor por muchos años en Lima en el Club de Teatro, la Universidad Alas Peruanas, y director del grupo de teatro de la Universidad de Lima.

## Obras[4]

### Teatro
- Los del 4
- La huelga
- Cercados y cercadores (trilogía): Con los pies en el agua, Cercados y, Los cercadores
- Cuento del hombre que vendía globos
- Réquiem para 7 plagas
- El buzón y el aire
- El mudo de la ventana
- Harina mundo
- Valsecito del 40
- Los ojos del mudo
- Sitio al sitio
- Clave dos manan
- Sin ton ni son
- Me quiero casar
- La pandorga

### Ensayos
- Teatro en Lima: Lima es el Perú: Publicado en la revista Latin American Theatre Review (1985).
- Del aparte a los espectáculos unipersonales: Publicado en la revista Latin American Theatre Review (1990).
- Pedagogía teatral en el Perú: Publicado en la revista Latin American Theatre Review (1993)

### Narrativa
- El círculo de barro (1973)
- Pauca, manan
- Ojos de gato
- De frente: ¡marchen! (1997)

## Premios
- Concurso Nacional de Dramaturgia por la Sociedad Judía del Perú (1968) por Los del 4
- Primer Premio del Concurso Nacional de Obras de Teatro por la Universidad Nacional Mayor de San Marcos (1978) por Cuento del hombre que vendía globos
- Primer Premio del Concurso Nacional de Obras de Teatro por la Universidad Nacional Mayor de San Marcos (1982) por Réquiem para 7 plagas
- Primer Premio del Concurso Nacional de Obras de Teatro por CELCIT-Perú (1989) por El buzón y el aire y El mudo de la ventana
- Primer Premio del Concurso Nacional de Obras de Teatro por CELCIT-Perú (1990) por Harina mundo